# Memecylon edule
Memecylon edule är en tvåhjärtbladig växtart som beskrevs av William Roxburgh. Memecylon edule ingår i släktet Memecylon och familjen Melastomataceae.

## Underarter
Arten delas in i följande underarter:
- M. e. brevipes
- M. e. orientale

## Bildgalleri

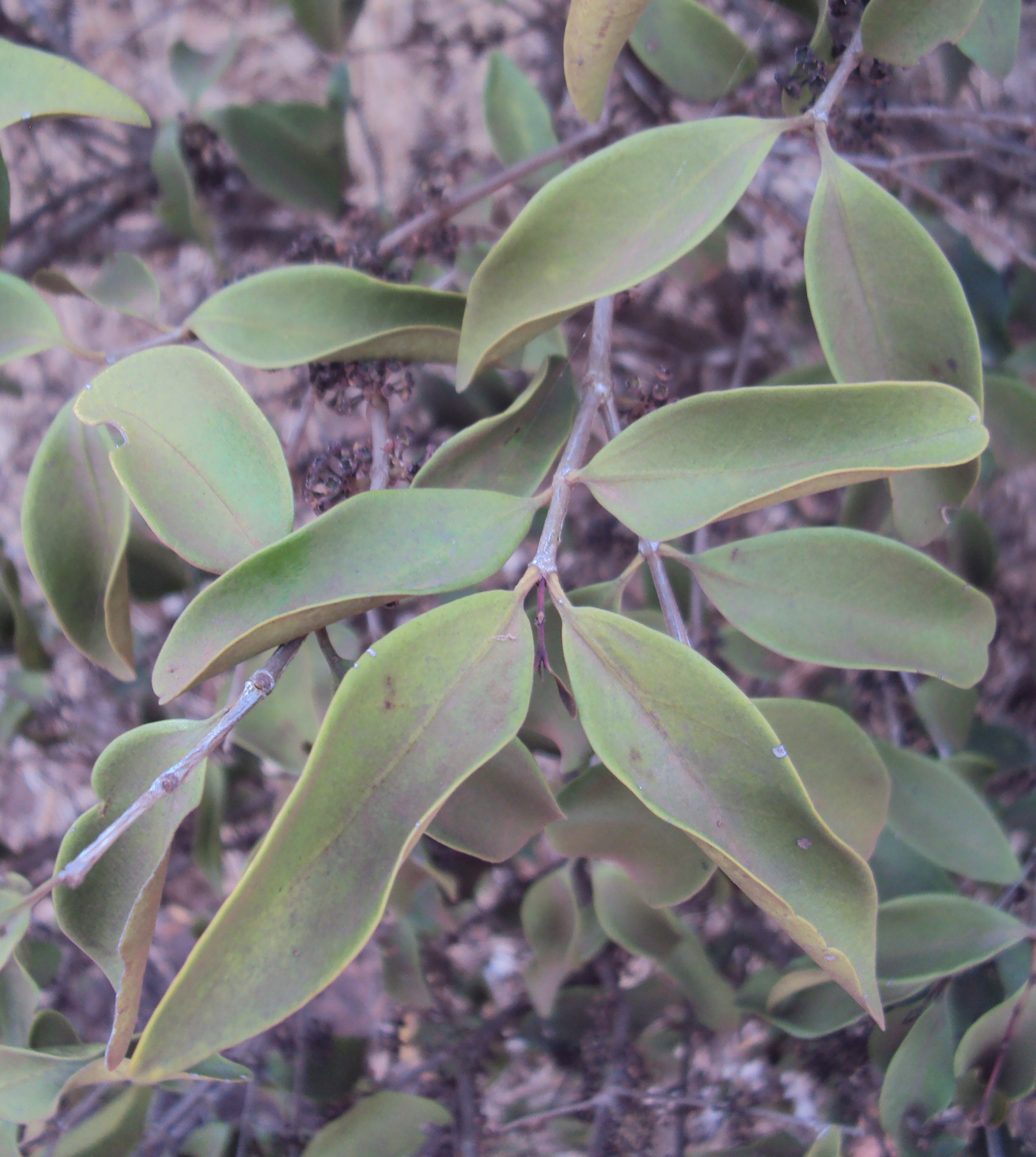
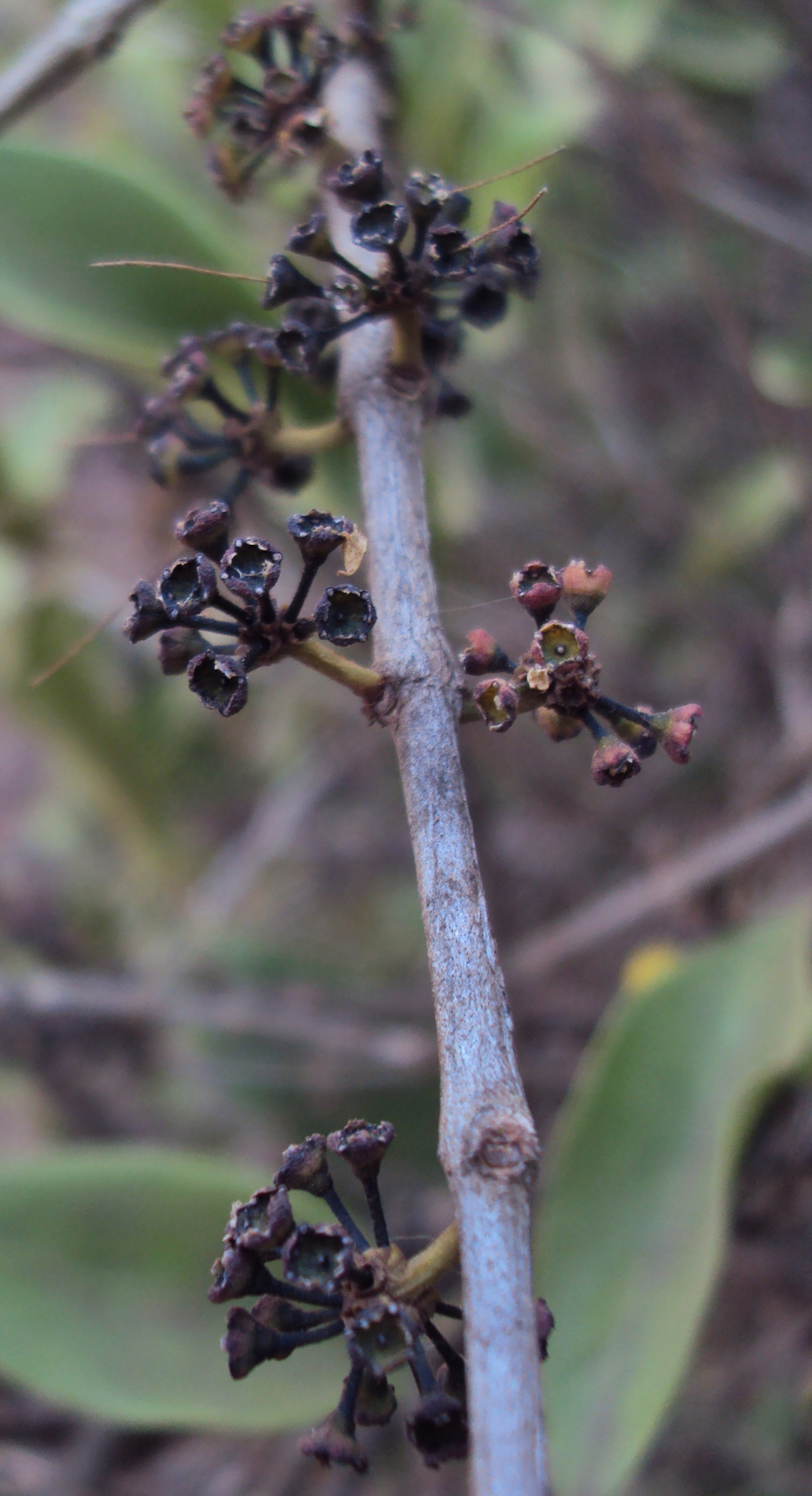
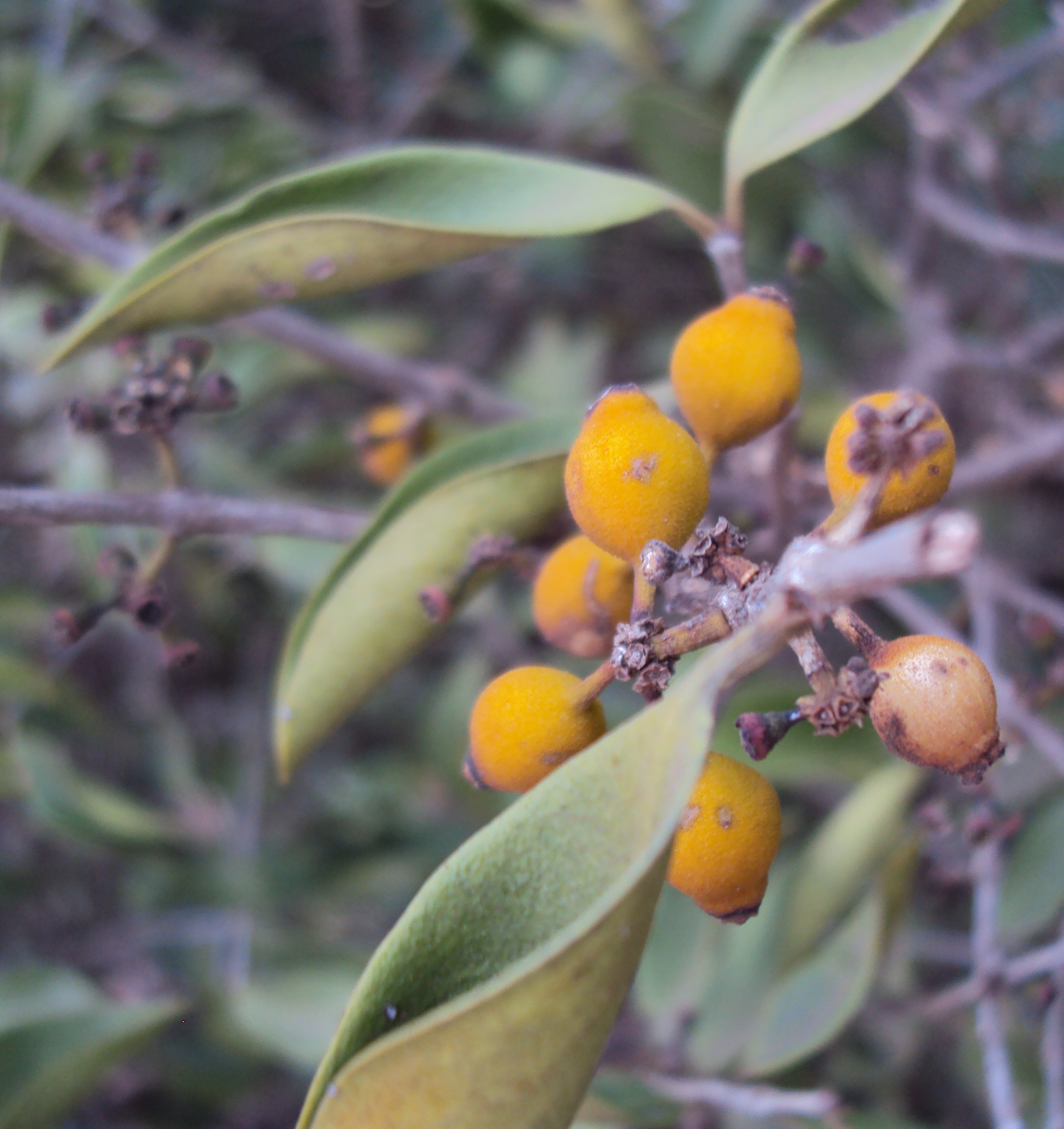
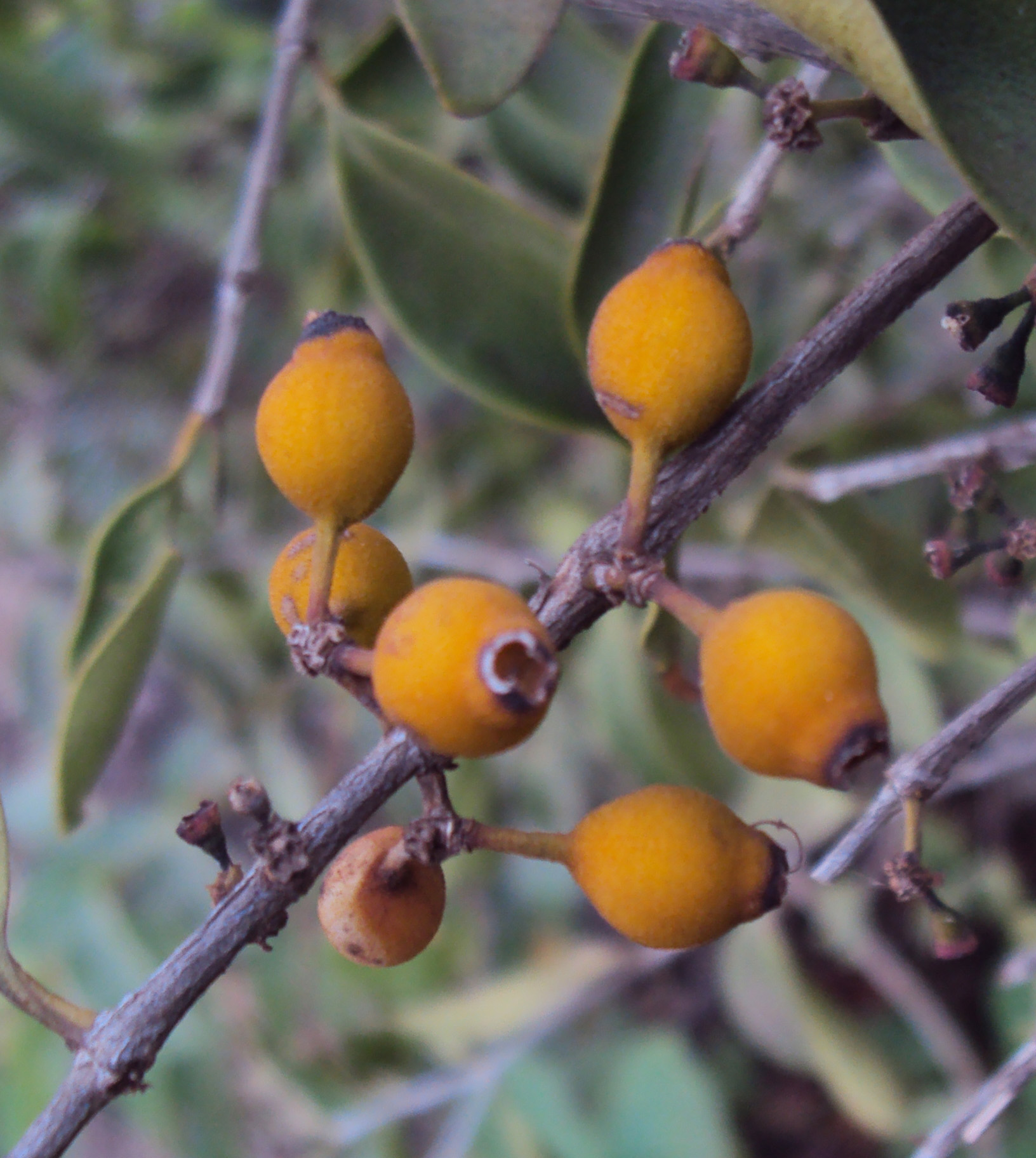
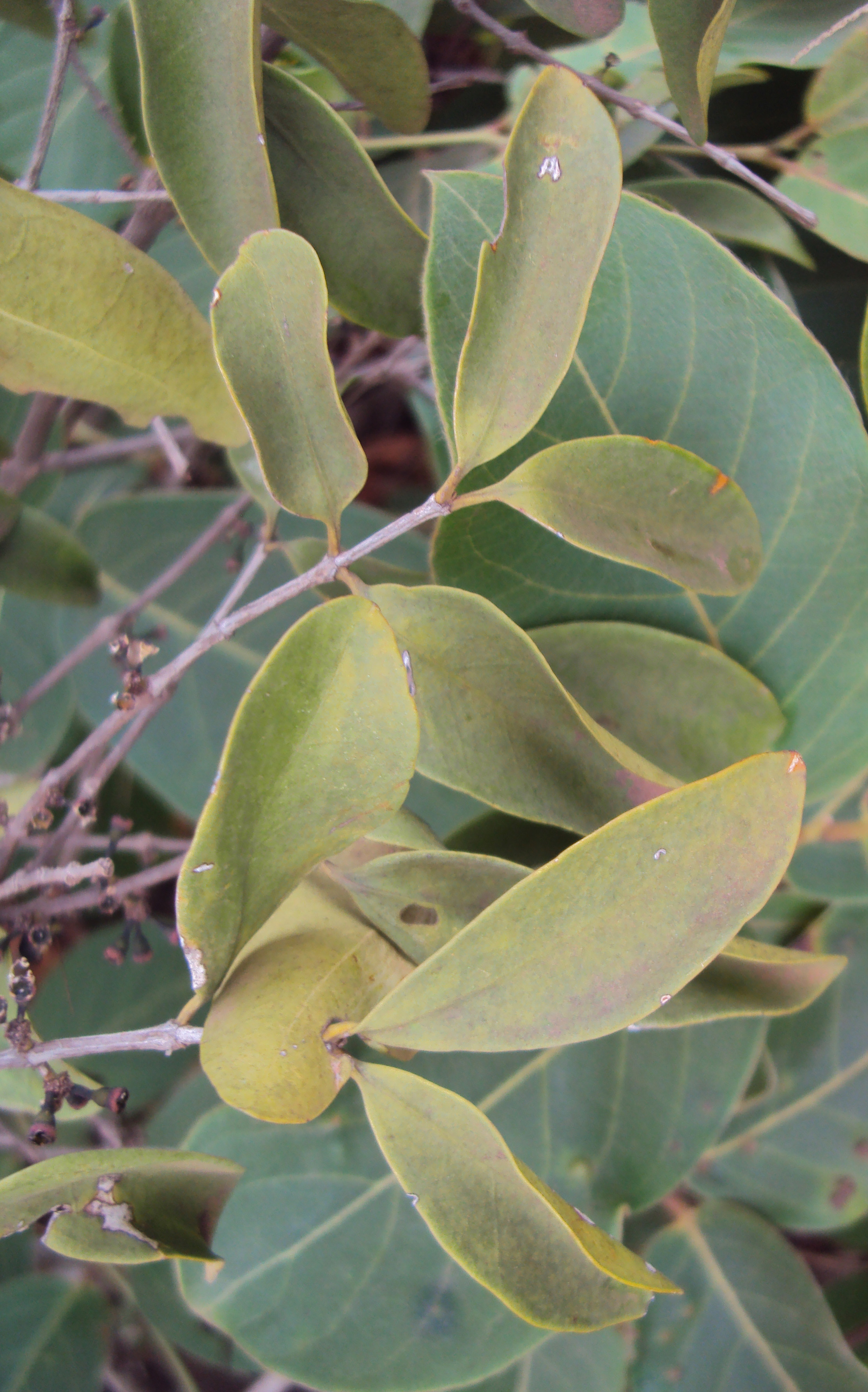
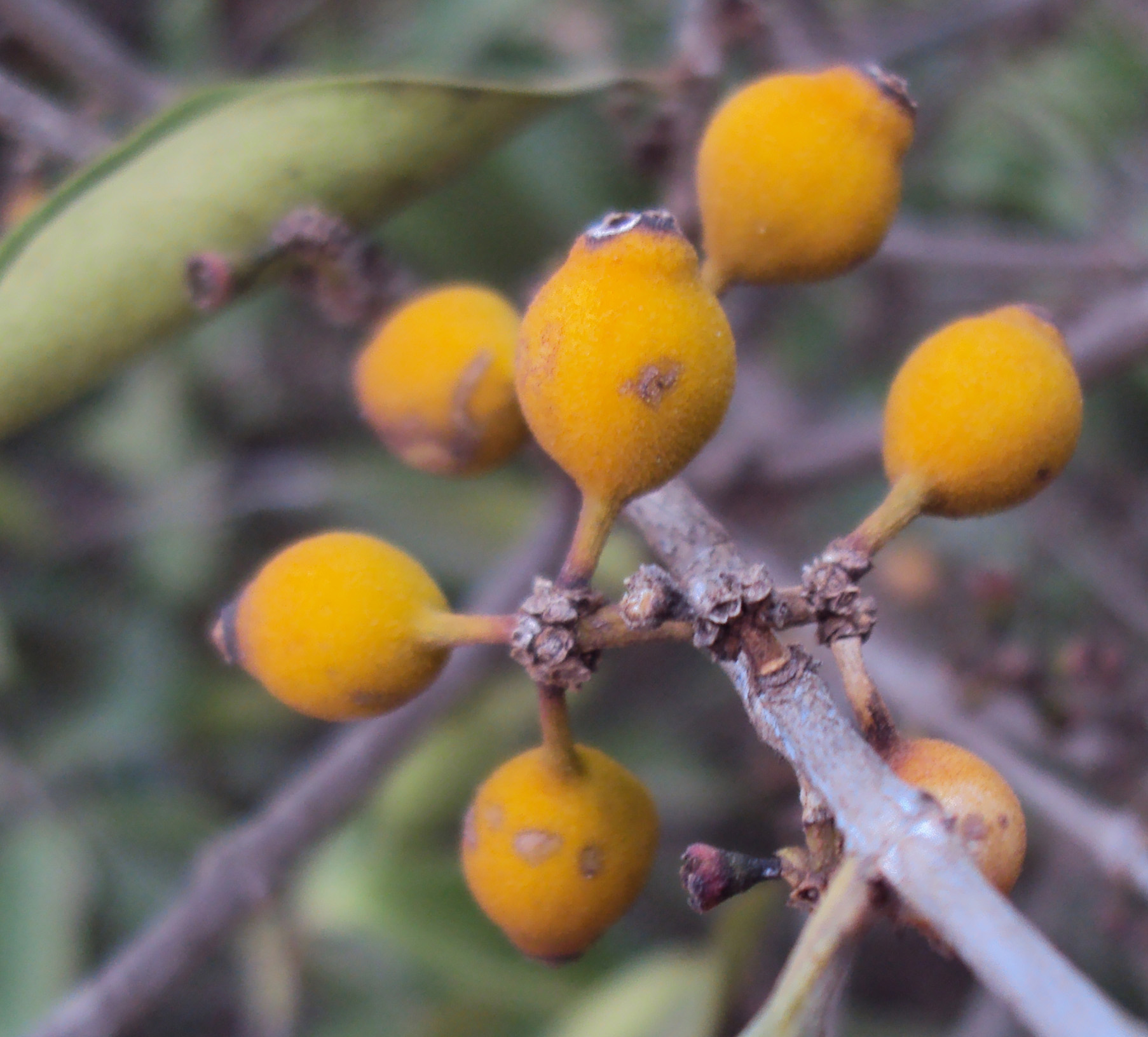